# Turak angolski
Turak angolski (Tauraco erythrolophus) – gatunek średniej wielkości ptaka z rodziny turakowatych (Musophagidae), występującego w Angoli, gdzie jest endemitem. Nie wyróżnia się podgatunków. Są z powodzeniem hodowane przez entuzjastów w Europie. Charakterystyczne dla tego i kilku spokrewnionych z nim gatunków jest występowanie w piórach unikatowych barwników: zielonej turakowerdyny i czerwonej turacyny, niespotykanych u prawie żadnych innych zwierząt.

## Morfologia
Wygląd

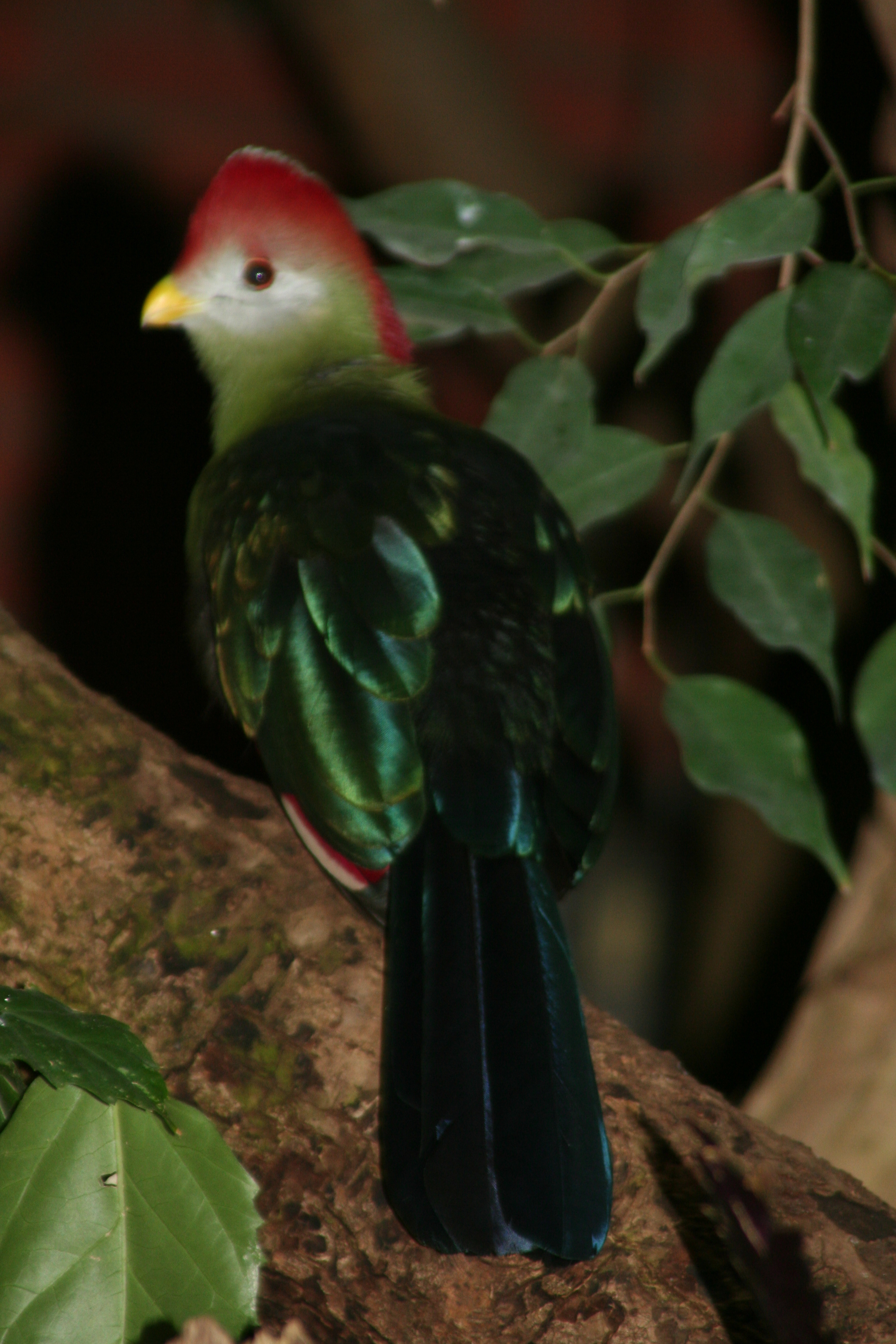
Turak angolski najlepiej czuje się wśród koron drzew

Upierzeniem bardzo przypomina turaka kameruńskiego, z którym wcześniej był łączony jako jeden gatunek.
W barwie piór, podobnie jak u większości gatunków z rodzaju Tauraco przeważają barwy zielona i niebieska, choć u turaka angolskiego ta pierwsza zdecydowanie dominuje. Jasnozielona szyja, pierś i grzbiet przechodzą w ciemniejsze, metalicznie zielone pióra skrzydeł i dopiero na końcu ciała zmieniają się w barwę niebieską, głównie na ogonie. Lotki czerwone, widoczne dobrze dopiero podczas lotu. Głowę zdobi czerwony czub z białą krawędzią na górze. Białe są też „policzki” wokół oczu. Dziób barwy żółtej.
Średnie wymiary
Długość ciała: 45–50 cm (wraz z długim ogonem). Masa ciała: 210–325 g.

## Ekologia i zachowanie
Biotop
Jak inne turaki najlepiej czuje się wśród drzew. Preferuje jednak bardziej otwarte lasy galeriowe, zadrzewienia na skraju sawann oraz skraje większych kompleksów leśnych.
Pożywienie
Głównie owoce, a także liście, kwiaty i pąki oraz nasiona. Uzupełnieniem diety bywają termity, drobne owady i ślimaki.
Zachowanie
Są ptakami towarzyskimi i terytorialnymi. Żyją zazwyczaj w parach lub grupach rodzinnych sięgających nawet 30 sztuk. Dorosłe ptaki są monogamiczne i wierne jednemu terytorium, które zaciekle bronią przed innymi osobnikami. Żyją 5 do 9 lat. Ich głos jest donośny i przypomina szczekanie. Ptaki odzywają się głównie świtem. Są słabymi lotnikami, rzadko wykonują dłuższe loty. Zazwyczaj nurkują z drzewa i po nabraniu prędkości wykonują szybkie machnięcia skrzydłami, wzbijając się i lądując na upatrzonej gałęzi. Za to w koronie drzew zręcznie przeskakują z gałęzi na gałąź, szybko wspinając się na szczyt drzewa. Na ziemię schodzą niechętnie, głównie by napić się wody lub wykąpać.
Rozmnażanie
Lęgi w naturze są wciąż stosunkowo słabo poznane. Przypadają na początek pory deszczowej, gdy samiec rozpoczyna swe zaloty od godowego karmienia samicy. Obydwoje partnerzy budują z patyków niedbale złożone gniazdo w formie platformy, 5 do 20 metrów nad ziemią. Samica składa w nim jaja, które wysiadują obydwoje rodzice. Pisklęta wykluwają się pokryte gęstym puchem. Dokarmiane przez rodziców opuszczają gniazdo 2–3 tygodnie po wykluciu się. Nie umieją jeszcze latać, ale wspinają się na kolejne gałęzie, gdzie nadal karmią je rodzice. Zdolność lotu uzyskują w wieku 4–5 tygodni, ale zupełnie samodzielne stają się dopiero kilka tygodni później.

## Status
Międzynarodowa Unia Ochrony Przyrody (IUCN) uznaje turaka angolskiego za gatunek najmniejszej troski (LC – Least Concern) nieprzerwanie od 1988 roku. Trend liczebności populacji uznaje się za spadkowy.